# Pleyben
Pleyben település Franciaországban, Finistère megyében. Lakosainak száma 3649 fő (2022. január 1.). Pleyben Brasparts, Lothey, Châteaulin, Le Cloître-Pleyben, Gouézec, Lannédern, Lennon, Lopérec és Saint-Ségal községekkel határos.

## Népesség
A település népességének változása:
| Lakosok száma | 3713 | 3491 | 3446 | 3611 | 3710 | 3743 | 3627 | 3640 | 3579 | 3649 |
|               | 1968 | 1982 | 1990 | 2006 | 2013 | 2015 | 2017 | 2019 | 2020 | 2022 |